# Šipek (priimek)
Šipek [šípek] je priimek več znanih osebnosti. Češka in slovaška oblika je Šípek, oziroma Šípková.

## Znane slovenske nosilke in nosilci prrimka
- Andreja Šipek, etnologinja, kustosinja
- Mitja Šipek (1926 – 2015), metalurg, inovator, kulturni delavec, igralec, zborovodja, scenarist, režiser, pisec, pesnik, govornik
- Mojca Šipek (* 1991), psihologinja, novinarka, pesnica, pisateljica, besedilopiska
- Natalija Šipek (* 1996), tenisačica
- Špela Šipek (1972 – 2015), novinarka, urednica, televizijska voditeljica, predavateljica

## Znani tuji nosilci priimka
- Grgo Šipek – Grše (* 1995), hrvaški besedilopisec, raper, hip-hop glasbenik (Wikipodatki)
- Helena Šipek (* 1940), hrvaška slikarka, likovna pedagoginja, ilustratorka, konzervatorka, umetnostna zgodovinarka, hči Viktorja Šipka)
- Josip Šipek (1936 – 2014), hrvaški učitelj, ribič, lovec, skladatelj, pevec (Wikipodatki)
- Karel Šípek (1857 – 1923), češki libretist
- Karlo Šipek, hrvaški igralec
- Miroslav »Miro« Šipek (* 1948), hrvaško-avstralski trener streljanja s puško (Wikipodatki)
- Nenad Šipek (* 1974), hrvaški motokrosist (Wikipodatki)
- Saša Šipek, hrvaški pisatelj, pesnik
- (Stjepan) Steve Šipek (1942 – 2019), hrvaško-ameriški igralec (Wikipodatki)
- Viktor Šipek (1896 – 1969), hrvaški slikar, oče Helene Šipek (Wikipodatki)
- Zlata Hrvoj Šipek (* 1956), hrvaška pravnica, odvetnica